# 崔喬山
11°48′52″S 75°53′49″W / 11.81444°S 75.89694°W
崔喬山（Ch'uychu），是秘魯的山峰，位於該國中部胡寧大區，由坎柴略區和蘇伊圖坎查區負責管轄，屬於秘魯中部山脈的一部分，海拔高度4,600米。